# Antoniadi Dorsum
L'Antoniadi Dorsum è una catena montuosa presente sulla superficie di Mercurio, a 27,2° di latitudine nord e 29,65° di longitudine ovest.
Il dorsum è dedicato all'astronomo greco Eugène Michel Antoniadi, fra i primi a tentare l'osservazione sistematica del pianeta e la sua mappatura.